# كينت باش
كينت باش (بالإنجليزية: Kent Bach)‏ هو فيلسوف أمريكي، ولد في 1943.